# Static Shock
Static Shock ist eine US-amerikanische Zeichentrickserie, die von 2000 bis 2004 von Warner Bros. produziert wurde. Die Serie wurde bisher nicht auf Deutsch veröffentlicht, ihre Titelfigur hat allerdings einen Gastauftritt in einer in Deutsch erschienenen Doppelfolge der Liga der Gerechten-Zeichentrickserie.

## Entstehung und Konzeption
Static Shock entstand nach einer Superhelden-Comicserie namens Static, einem Titel der DC Comics, und gehört genau wie die Batman-Zeichentrickserie und deren Ableger zum sogenannten „DC Animated Universe“ (DCAU).
Die Serie entstand zur Wiedereinführung der Original-Comicfigur nach einer jahrelangen Pause. Static wurde von Dwayne McDuffie und John Paul Leon kreiert. Ursprünglich für die Marvel Comics gedacht, wurde die Serie von den Milestone Comics herausgegeben, einer Division von DC Comics, welche sich speziell mit Superhelden aus ethnischen Minderheiten beschäftigt. Durch die DC Comics Final Crisis-Miniserie (2008) schließlich wurde die Storyline um Static, die bisher unabhängig vom DC-Mainstream-Universum existiert hatte, in das DC-Verlagsprogramm integriert.
Die Hauptfigur der Serie, Virgil Ovid Hawkins, wurde nach dem ersten Afroamerikaner benannt, der eine Jura-Universität besuchen durfte. Static Shock spielt hauptsächlich in Dakota City (eine fiktive Stadt, basierend auf diversen Orten desselben Namens in den USA). Neben den obligatorischen Kämpfen mit Superschurken kommen in der Zeichentrickserie auch mehr alltägliche Probleme und menschliche Hintergründe zur Sprache, unter anderem Gangaktivitäten, Jugendkriminalität und dergleichen. Dazu wird auch die afroamerikanische Popkultur um den Anfang des 21. Jahrhunderts in einigen Folgen stark betont, und auch solche Prominente wie der Basketballspieler Shaquille O’Neal und Lil Romeo hatten – sowohl als Sprecher als auch als Charaktere – Gastauftritte in der Serie.
Es war eigentlich geplant, dass zumindest eine fünfte Staffel produziert werden sollte, aber wegen Uneinigkeiten im Marketingbereich (unter anderem wegen einer Spielzeugreihe) wurde die Serie nach dem Ende der vierten Staffel schließlich beendet.

## Serienhandlung
Virgil Hawkins, ein typischer Highschooler, wird eines Nachts ohne es zu wollen im Hafen von Dakota in einen Krieg zwischen zwei Jugendgangs verwickelt. Bei dem anschließenden Kampf mit der Polizei werden einige Kanister beschädigt, die eine geheime biochemische Waffe enthalten; das austretende Gas mutiert sowohl Virgil und die Gangmitglieder als auch eine ganze Reihe von anderen Leuten in Dakota und verleiht einigen von ihnen Superkräfte. Dieses Ereignis wird als der „Big Bang“ bekannt und die vom Gas Betroffenen kollektiv als die „Bang Babies“.
Virgil erhält die Fähigkeit, elektrostatische Ladungen zu erzeugen und durch diese auch ferrokinetische Fähigkeiten einzusetzen, und im Gedenken an seine Mutter, die vor Jahren bei einem eskalierten Bandenkrieg getötet worden war, beginnt er seine Kräfte unter dem Namen Static als Superheld einzusetzen. In mehreren Episoden müssen sich Virgil und sein Freund Richie mit anderen Bang Babies auseinandersetzen, die ihre neu gewonnenen Fähigkeiten entweder zu selbstsüchtig einsetzen oder in Panik geraten und ihren Mitmenschen davonlaufen. Gegen Ende der Serie gelingt es Alvas Wissenschaftlern, ein Gegenmittel zu entwickeln, das fast alle Bang Babies wieder zu normalen Menschen werden lässt; nur Virgil und Richie behalten am Ende ihre Kräfte, um ihren Job als Superhelden weiter fortzusetzen.

## Charaktere
Neben Virgil/Static und zahlreichen Nebenfiguren (hauptsächlich andere Bang Babies) kommen auch folgende Hauptcharaktere vor:
Richard „Richie“ Osgood Foley/GearRichie ist Virgils bester Freund und nach dessen Erhalt von Superkräften auch sein engster Vertrauter. Zuerst spielt er nur die Rolle des Sidekicks, doch später (ab der 26. Folge) entwickelt er durch eine verzögerte Reaktion auf das Big Bang-Gas Superintelligenz und schließt sich mit einer Reihe von Hightech-Gadgets Static als dessen Partner Gear an.
Robert HawkinsEr ist Virgils Vater, Sozialarbeiter und darum bemüht, seine beiden Kinder seit dem Tod seiner Frau ordentlich zu erziehen. Gegen Ende der Serie findet er schließlich heraus, dass sein Sohn Static ist, bewilligt letztendlich aber dessen Aktivitäten als Superheld.
Sharon HawkinsVirgils ältere Schwester, mit der er sehr oft wegen aller möglicher Kleinigkeiten in den Haaren liegt und die ironischerweise ein großer Fan von Static ist.
Daisy WatkinsEin hochintelligentes Mädchen, das ursprünglich eine Schule für Hochbegabte besuchte, in der Virgil einmal einen Probeaufenthalt absolvierte. Nachdem zwei ihrer Kommilitonen, Specs und Trapper, sich jedoch als Verbrecher entpuppten, wechselte sie auf Virgils Schule und geht regelmäßig mit ihm aus.
Frieda GorenWegen ihres stürmischen Wesens auch "Hurricane-Frieda" genannt, ist dieses Mädchen die Chefredakteurin der Dakota High-Schulzeitung. In den Originalcomics ist sie zudem Virgils Angebetete und engste Vertraute; in der Serie dagegen wechselt Virgils Interesse sehr bald zu Daisy, und die Rolle des engen Freundes wird von Richie übernommen.
Ebon (Ivan Evans)Ein Gangmitglied und der Bruder von Rubberband Man, der durch den Einfluss des Big Bang-Gases zu einem lebenden Schatten wurde. Seit seiner Mutation hat er die Führung über eine Bang Baby-Gang übernommen und ist des Öfteren mit Static aneinandergeraten.
Hotstreak (Francis Stone/„F-Stop“)Ebenfalls ein Bandenmitglied und einer von Virgils persönlichen Feinden noch vor dem Big Bang. Durch die Wirkung des Gases erlangt er die Fähigkeit, Feuer zu erschaffen, was ihn mit seiner natürlichen Hitzköpfigkeit zu einem gefährlichen Gegner macht.
Talon (Teresa)Ein junges hispanisches Mädchen, das durch das Big-Bang-Gas zu einem Vogelmenschen mutierte, welches auch über einen zerstörerischen Ultraschallschrei verfügt. Sie ist ein festes Mitglied von Ebons Bande.
Edwin Alva SeniorEin Großindustrieller und der reichste Mann in Dakota City. Alva zeichnet für die Erschaffung des Big-Bang-Gases verantwortlich und versucht nach dessen Freisetzung Static zu Studienzwecken einzufangen. Als sein vernachlässigter Sohn Edwin Junior sich mithilfe des Gases zum Superschurken machen will und dabei durch eine Überdosis zu Stein verwandelt wird, setzt Alva alles daran, ihn wieder zum Leben zu erwecken. Nachdem es Static, Gear und Hotstreak zusammen gelingt, Edwin wieder in Fleisch und Blut zurückzuverwandeln, lässt Alva aus Dankbarkeit seine Vendetta gegen Static fallen.
Adam Evans/Rubberband ManEin angehender Musiker, der vom Big-Bang-Gas zu einem lebenden Gummimann mutiert wurde. Zuerst startet er seine Laufbahn als Verbrecher, als er Rache an einem Rivalen für einen gestohlenen Song sucht; später aber wird er zu einem Superhelden und Verbündeten von Static, wobei seine Beziehung zu Virgils Schwester Sharon eine entscheidende Rolle bei seiner Rehabilitierung spielt.
Shenice Vale/She-BangAnders als die meisten anderen Superhelden in der Serie wurde She-Bang als Produkt eines illegalen Genexperiments mit übermenschlicher Stärke und Geschicklichkeit geboren, mit der sie sich als Superheldin betätigt. Seitdem ist sie mit den beiden Wissenschaftlern, die die Rolle von Pflegeeltern übernommen haben, auf der Flucht vor dem Konzern, der das Experiment in Auftrag gegeben hat. Shenice freundet sich zwar mit Static und Gear an, doch ihre übermütige Art als She-Bang ist Virgil dann und wann doch ein Dorn im Auge.
Anansi die SpinneEin afrikanischer Superheld, der zu einem Freund von Static wird. Anansi erhält seine Kräfte von einem mystischen Amulett, welches ihn befähigt, an jeder Oberfläche, Wand und Decke zu laufen und glaubhafte Illusionen zu erzeugen. Ein Running Joke in der Serie ist, dass er oftmals mit einem gewissen anderen Superhelden verglichen wird.
Specs und TrapperZwei zynische und eingebildete Junggenies, die von Edwin Alva Senior ursprünglich beauftragt wurden, Static zu fangen. Nachdem es Static aber wiederholt gelingt, ihnen zu entkommen, hegen die beiden schließlich auch eine persönliche Abneigung gegen ihn. Diese beiden Charaktere wurden nach dem Vorbild der Attentäter Mr. Wint und Mr. Kidd aus dem James-Bond-Thriller Diamantenfieber entworfen.
Puff und OnyxEin Bang-Baby-Pärchen und konstantes Team in der Serie, das für gewöhnlich als Kopfgeldjäger arbeitet. Puff, ein skrupelloses Mädchen, ist in der Lage, Gase mit diversen Eigenschaften (leichter als Luft, Schlaf- oder Ätzgas) zu erzeugen, während ihr Freund Onyx zu einem klotzigen, superstarken Riesen mutiert wurde. Onyx bleibt Puff treu, versucht aber ebenso ständig wie vergeblich, ihre Rücksichtslosigkeit einzudämmen.
ShivEin jugendlicher Delinquent und Witzbold, der seine Hände in Klingen umformen kann, die selbst durch Panzerstahl schneiden können. Er ist ein öfters auftauchendes Mitglied von Ebons Gang.
KangorEin puerto-ricanischer Junge, dessen Beine und Füße durch das Big Bang-Gas extrem vergrößert und verstärkt wurden. Er greift Gegner meist mit Sprungtritten an. Auch er ist ein wiederkehrendes Mitglied von Ebons Bande.
CarmendilloEin Bang Baby, das zu einem menschlichen Gürteltier mutiert wurde und sich als Dieb und Stadtstreicher durchzuschlagen versucht.
Ferret („Frettchen“)Ein Junge, dessen Nasen- und Mundpartie durch den Big Bang vergrößert wurden und ihm dabei einen scharfen Geruchssinn verliehen.

## Serien-Crossovers
Die Serie schließt in ihrem Verlauf einige Spezialfolgen in die Handlung ein, in der Static mit anderen Superhelden aus den DC Comics bzw. ihren Zeichentrickversionen zusammenarbeitet. Bis auf die Justice League-Folge „Die Zeitverschiebung“ (The Once And Future Thing), die einzige in Deutsch erschienene Episode, in der Static vorgestellt wird, wurden alle innerhalb der Static Shock-Serie ausgestrahlt. Die Rollen der Gastcharaktere wurden von ihren Originalsprechern besetzt.

### Batman
„The Big Leagues“ (Folge 14)Der Superschurke Joker zieht sich vor Batman aus Gotham nach Dakota City zurück und rekrutiert dort eine neue Bande aus den Reihen der lokalen Bang Babies. Batman und Robin tun sich mit Static zusammen, um den Joker zu fassen.
„Hard As Nails“ (Folge 25)Allie Langford, eine Schulkameradin von Virgil und ein Bang Baby, deren Haut zu Metall mutiert ist, flüchtet nach Gotham City, wo sie sich Hilfe für ihren Zustand erhofft, nur um den Superschurkinnen Harley Quinn und Poison Ivy auf den Leim zu gehen. Erneut tun sich Static und Batman zusammen, um Schlimmeres zu verhindern.

### Die Liga der Gerechten
„A League of their Own“ (Folgen 30 und 31)Die Gerechtigkeitsliga ruft Static und Gear zu Hilfe, um nach einem Unfall die Stromversorgung ihrer Raumstation wiederherzustellen. Allerdings bricht bei dem Unfall auch Brainiac aus, ergreift von Gear Besitz und versucht einmal mehr, die Erde zu vernichten.
„Fallen Hero“ (Folge 43)Der Superheld Green Lantern beginnt in Dakota auf einmal massive Diebstähle zu begehen – jedenfalls scheint es so. In Wirklichkeit ist es sein Erzfeind Sinestro, der Lantern zugleich besiegen und diskreditieren will. Da Sinestro ihm seine Kraftbatterie gestohlen hat, steht Lantern ihm fast machtlos gegenüber, und zu allem Überfluss wird er auch von Static für einen Schurken gehalten.

### Batman of the Future
„Future Shock“ (Folge 40)Durch einen Unfall mit einer Zeitmaschine wird Virgil 40 Jahre in die Zukunft geschleudert und muss mithilfe des dortigen Batmans Terry McGinnis sein erwachsenes Ich aus den Fängen von Kobra befreien.

### Superman
„Toys in the Hood“ (Folge 36)Superman und sein Gegner Toyman tauchen auf der Suche nach der Roboterfrau Darci in Dakota auf. Darci ist darauf versessen, sich per Nanotechnologie einen wirklichen, lebenden Körper zu erschaffen – und als Vorbild hat sie sich ausgerechnet Virgils Freundin Daisy auserkoren!
Anmerkung: Diese Folge ist eine effektive Fortsetzung und Abschluss der Superman-Folge „Obsession“ (deutscher Titel: „Von Schönheit besessen“).

## Synchronisation
| Rolle                              | Englische Synchronstimme                           |
| ---------------------------------- | -------------------------------------------------- |
| Virgil Hawkins/Static              | Phil LaMarr                                        |
| Richard "Richie" Osgood Foley/Gear | Jason Marsden                                      |
| Robert Hawkins                     | Kevin Michael Richardson                           |
| Sharon Hawkins                     | Michelle Morgan                                    |
| Daisy Watkins                      | Crystal Scales                                     |
| Frieda Goren                       | Danica McKellar                                    |
| Shenice Vale/She-Bang              | Rosslynn Taylor-Jordan                             |
| Adam Evans/Rubber-Band Man         | Kadeem Hardison                                    |
| Anansi die Spinne                  | Carl Lumbly                                        |
| Ivan Evans/Ebon                    | Gary Sturgis                                       |
| Francis Stone (F-Stop)/Hotstreak   | Danny Cooksey                                      |
| Teresa/Talon                       | Tia Texada                                         |
| Edwin Alva sr.                     | Kerrigan Mahan                                     |
| Carmendillo                        | Matt Ballad, Jason Marsden                         |
| Kangor                             | Kevin Michael Richardson                           |
| Puff                               | Kimberly Brooks                                    |
| Onyx                               | Kevin Michael Richardson                           |
| Specs and Trapper                  | Patton Oswalt (Specs); Michael Rosenbaum (Trapper) |